# Zapasy na Letnich Igrzyskach Olimpijskich 1984 – kategoria do 62 kg w stylu wolnym
Zmagania mężczyzn do 62 kg to jedna z dziesięciu męskich konkurencji w zapasach w stylu wolnym rozgrywanych podczas Letnich Igrzysk Olimpijskich 1984. Pojedynki w tej kategorii wagowej odbyły się w dniach 7 – 9 sierpnia.

## Klasyfikacja[1]
| Pozycja | Nazwisko         | Kraj              |
| ------- | ---------------- | ----------------- |
| 1       | Randy Lewis      | Stany Zjednoczone |
| 2       | Kōsei Akaishi    | Japonia           |
| 3       | Lee Jeong-geun   | Korea Południowa  |
| 4       | Cris Brown       | Australia         |
| 5       | Martin Herbster  | RFN               |
| 6       | Antonio La Bruna | Włochy            |
| 7       | Selman Kaygusuz  | Turcja            |
| 8       | Gérard Santoro   | Francja           |
| 9       | Bob Robinson     | Kanada            |
| 10      | Carmelo Flores   | Portoryko         |
| .       | Gian Singh       | Indie             |
| 12      | Mark Dunbar      | Wielka Brytania   |
| 13      | Daniel Navarrete | Argentyna         |
| .       | Leonardo Camacho | Boliwia           |
| 15      | José Inagaki     | Peru              |
| .       | Pascal Segning   | Kamerun           |

## Zasady[2]
Uczestnicy zostali podzieleni na dwie grupy. Zawodnik który przegrał dwie walki odpadł z dalszej rywalizacji.
- TF — Łopatki
- SP — Przewaga (8-11 punktów różnicy, pokonany zdobył punkty)
- ST — Przewaga (12 punktów różnicy, przewaga techniczna)
- SO — Przewaga (8-11 punktów różnicy, pokonany bez punktów)
- PP — Na punkty (1-7 punktów różnicy, pokonany zdobył punkty)
- PO — Na punkty (1-7 punktów różnicy, pokonany bez punktów)

## Wyniki

### Rundy eliminacyjne

#### Grupa A
| Przegrane | Zawodnik        | Wynik      | Czas/Punkty | Zawodnik        | Przegrane |         |
| Runda 1   | Runda 1         | Runda 1    | Runda 1     | Runda 1         | Runda 1   | Runda 1 |
| --------- | --------------- | ---------- | ----------- | --------------- | --------- | ------- |
| 0         | Selman Kaygusuz | 3-1 PP     | 6-5         | Martin Herbster | 1         |         |
| 0         | Lee Jeong-geun  | 4-0 TF     | 0:55        | José Inagaki    | 1         |         |
| 0         | Carmelo Flores  | 4-0 TF     | 2:48        | Pascal Segning  | 1         |         |
| 0         | Kōsei Akaishi   | 3-1 PP     | 7-4         | Bob Robinson    | 1         |         |
| Runda 2   |                 |            |             |                 |           |         |
| 1         | Selman Kaygusuz | 0.5-3.5 SP | 1-10        | Lee Jeong-geun  | 0         |         |
| 1         | Martin Herbster | 4-0 TF     | 1:22        | José Inagaki    | 2         |         |
| 1         | Carmelo Flores  | 0-4 TF     | 1:40        | Kōsei Akaishi   | 0         |         |
| 2         | Pascal Segning  | 0-4 ST     | 0-13        | Bob Robinson    | 1         |         |
| Runda 3   |                 |            |             |                 |           |         |
| 1         | Selman Kaygusuz | 4-0 ST     | 13-0        | Carmelo Flores  | 2         |         |
| 1         | Martin Herbster | 3-1 PP     | 8-1         | Kōsei Akaishi   | 1         |         |
| 0         | Lee Jeong-geun  | 3-1 PP     | 10-9        | Bob Robinson    | 2         |         |
| Runda 4   |                 |            |             |                 |           |         |
| 2         | Selman Kaygusuz | 0-4 ST     | 0-12        | Kōsei Akaishi   | 1         |         |
| 2         | Martin Herbster | 0-4 TF     | 2:30        | Lee Jeong-geun  | 0         |         |
| Finał     |                 |            |             |                 |           |         |
|           | Lee Jeong-geun  | 0-3 PO     | 0-7         | Kōsei Akaishi   |           |         |

#### Klasyfikacja
| Zawodnik        | Przegrane | Runda | Punktacja | Finał |
| --------------- | --------- | ----- | --------- | ----- |
| Kōsei Akaishi   | 1         | -     | 12        | 3     |
| Lee Jeong-geun  | 0         | -     | 14.5      | 0     |
| Martin Herbster | 2         | 4     | 8         |       |
| Selman Kaygusuz | 2         | 4     | 7.5       |       |
| Bob Robinson    | 2         | 3     | 6         |       |
| Carmelo Flores  | 2         | 3     | 4         |       |
| Pascal Segning  | 2         | 2     | 0         |       |
| José Inagaki    | 2         | 2     | 0         |       |

#### Grupa B
| Przegrane | Zawodnik         | Wynik      | Czas/Punkty | Zawodnik           | Przegrane |         |
| Runda 1   | Runda 1          | Runda 1    | Runda 1     | Runda 1            | Runda 1   | Runda 1 |
| --------- | ---------------- | ---------- | ----------- | ------------------ | --------- | ------- |
| 0         | Gérard Santoro   | 3.5-0.5 SP | 9-1         | Daniel Navarrete   | 1         |         |
| 1         | Leonardo Camacho | 0-4 ST     | 0-12        | Antonio La Bruna   | 0         |         |
| 1         | Mark Dunbar      | 0-4 ST     | 0-12        | Randall Lewis      | 0         |         |
| 1         | Gian Singh       | 1-3 PP     | 2-6         | Cris Brown         | 0         |         |
| Runda 2   |                  |            |             |                    |           |         |
| 0         | Gérard Santoro   | 3.5-0.5 SP | 10-2        | Leonardo Camacho   | 2         |         |
| 2         | Daniel Navarrete | 0-4 ST     | 0-13        | Antonio La Bruna\| | 0         |         |
| 2         | Mark Dunbar      | 1-3 PP     | 5-6         | Gian Singh         | 1         |         |
| 0         | Randall Lewis    | 4-0 ST     | 13-1        | Cris Brown         | 1         |         |
| Runda 3   |                  |            |             |                    |           |         |
| 1         | Gérard Santoro   | 0-3 PO     | 0-5         | Antonio La Bruna   | 0         |         |
| 0         | Randall Lewis    | 4-0 ST     | 12-0        | Gian Singh         | 2         |         |
| 1         | Cris Brown       |            |             | Bez walki          |           |         |
| Runda 4   |                  |            |             |                    |           |         |
| 1         | Cris Brown       | 3.5-0 SO   | 8-0         | Gérard Santoro     | 2         |         |
| 1         | Antonio La Bruna | 0-4 ST     | 3-15        | Randall Lewis      | 0         |         |
| Finał     |                  |            |             |                    |           |         |
|           | Randall Lewis    | 4-0 ST     | 13-1        | Cris Brown         |           |         |
|           | Antonio La Bruna | 0-4 ST     | 3-15        | Randall Lewis      |           |         |
|           | Cris Brown       | 3-1 PP     | 4-3         | Antonio La Bruna   |           |         |

#### Klasyfikacja
| Zawodnik         | Przegrane | Runda | Punktacja | Finał |
| ---------------- | --------- | ----- | --------- | ----- |
| Randall Lewis    | 0         | -     | 16        | 8     |
| Cris Brown       | 1         | -     | 6.5       | 3     |
| Antonio La Bruna | 1         | -     | 11        | 1     |
| Gérard Santoro   | 2         | 4     | 7         |       |
| Gian Singh       | 2         | 3     | 4         |       |
| Mark Dunbar      | 2         | 2     | 1         |       |
| Leonardo Camacho | 2         | 2     | 0.5       |       |
| Daniel Navarrete | 2         | 2     | 0.5       |       |

### Runda finałowa[13]
| Zawodnik        | Wynik           | Czas/Punkty     | Zawodnik         |                 |
| O piąte miejsce | O piąte miejsce | O piąte miejsce | O piąte miejsce  | O piąte miejsce |
| --------------- | --------------- | --------------- | ---------------- | --------------- |
| Martin Herbster | 3-1 PP          | 11-4            | Antonio La Bruna |                 |
| O brązowy medal |                 |                 |                  |                 |
| Lee Jeong-geun  | 3-1 PP          | 11-6            | Cris Brown       |                 |
| Finał           |                 |                 |                  |                 |
| Kōsei Akaishi   | 0-4 ST          | 11-24           | Randall Lewis    |                 |